# Crouzet-Migette
Crouzet-Migette ist eine französische Gemeinde mit 117 Einwohnern (Stand: 1. Januar 2022) im Département Doubs in der Region Bourgogne-Franche-Comté.

## Geographie
Crouzet-Migette liegt auf 613 m über dem Meeresspiegel, etwa 20 Kilometer südwestlich von Ornans und 31 Kilometer südlich der Stadt Besançon (Luftlinie). Das Dorf erstreckt sich im Jura, auf einer Hochfläche südlich der Karstquelle des Lison  und westlich des Plateaus von Levier.
Die Fläche des 5,67 km² großen Gemeindegebiets umfasst einen Abschnitt des französischen Juras. Der zentrale Teil des Gebietes wird von der Hochfläche von Crouzet eingenommen, die auf durchschnittlich 620 m liegt und überwiegend von Wiesland bestanden ist. Sie wird auf der Südseite von einer Anhöhe flankiert, auf der mit 741 m die höchste Erhebung von Crouzet-Migette erreicht wird. Gegen Westen und Norden fällt das Plateau steil zum tiefen Erosionstal des Petit Lison ab, der in einem Bogen über den Felsenkessel Creux Billard zum Lison fließt. Die nördliche Abgrenzung verläuft auf dem markanten Vorsprung des Château Sainte-Anne.
Die Gemeinde besteht aus dem Dorf Crouzet (626 m) auf der Hochfläche und dem Weiler Migette (520 m) im Tal des Petit Lison. Nachbargemeinden von Crouzet-Migette sind Nans-sous-Sainte-Anne und Montmahoux im Norden, Gevresin im Osten, Villeneuve-d’Amont im Süden sowie Sainte-Anne im Westen.

## Geschichte

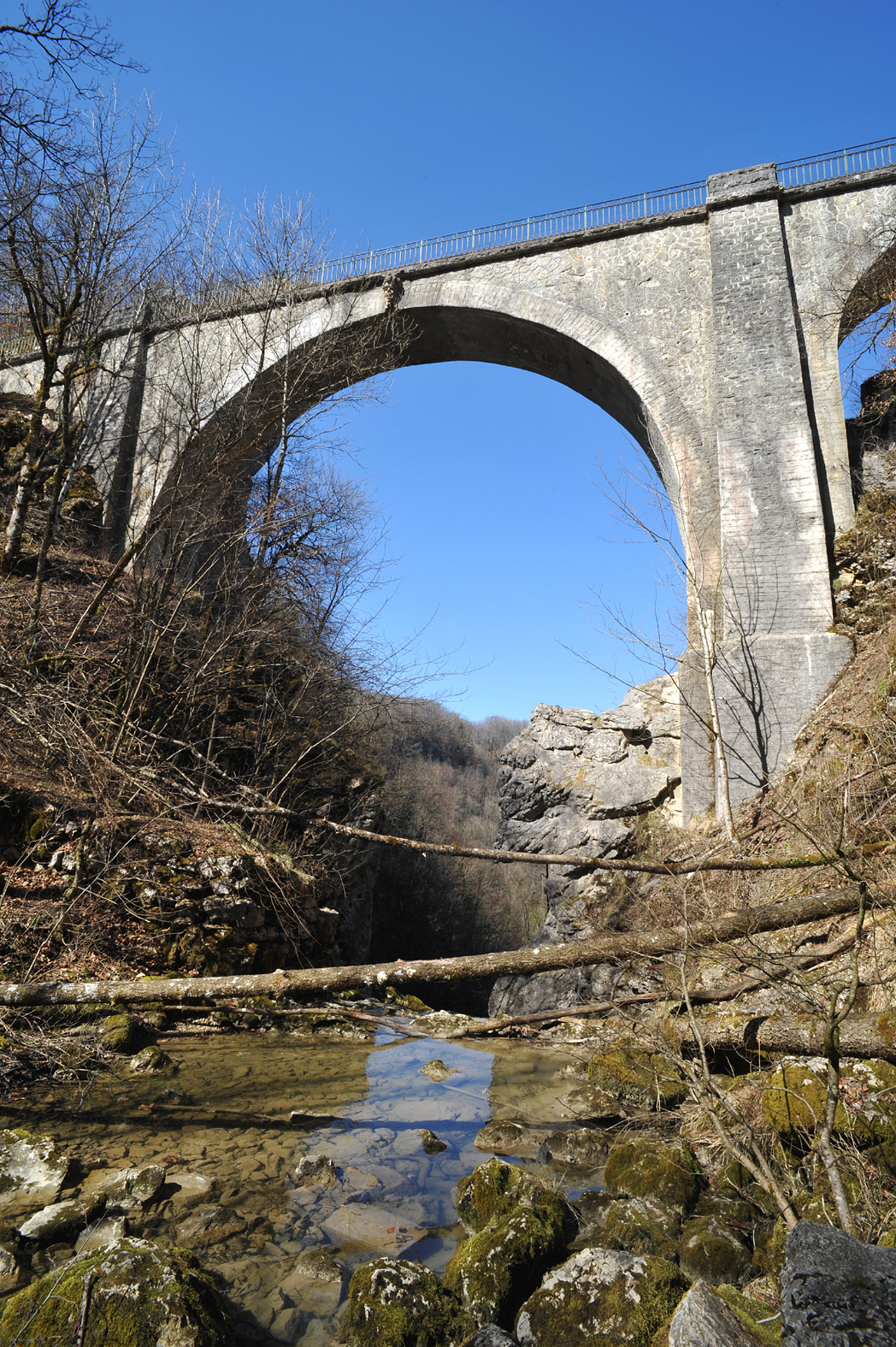
Pont du Diable über den Petit Lison

Seit dem 11. Jahrhundert befand sich beim heutigen Migette eine Klause, die bald zu einem Frauenkloster erweitert wurde. Das Dorf Crouzet existiert seit dem 12. Jahrhundert. Der Ortsname leitet sich von creux ab und bedeutet kleiner Graben, Vertiefung. Seit dem Mittelalter gehörte Crouzet zur Herrschaft Sainte-Anne, während die niedere Gerichtsbarkeit beim Kloster Migette lag. Zusammen mit der Franche-Comté gelangte das Dorf mit dem Frieden von Nimwegen 1678 an Frankreich. Seit der Zeit der Französischen Revolution bildeten Crouzet und Migette die Gemeinde Crouzet. Um Verwechslungen mit anderen Gemeinden desselben Namens zu vermeiden, wurde die Gemeinde im Jahr 1923 offiziell in Crouzet-Migette umbenannt. Heute ist Crouzet-Migette Mitglied des Gemeindeverbandes Loue-Lison.

## Sehenswürdigkeiten
- Die Kirche Saint-Thiébaud in Crouzet wurde 1689 erbaut.
- Vom ehemaligen Kloster Migette sind nach dem Abriss der Kapelle im Jahr 1975 nur noch wenige Reste erhalten.
- Die von 1875 bis 1880 erbaute Steinbrücke Pont du Diable führt über die Schlucht des Petit Lison.
- Zu den bedeutendsten Natursehenswürdigkeiten der Franche-Comté zählt die Source du Lison.

## Bevölkerung
| Jahr                       | 1962 | 1968 | 1975 | 1982 | 1990 | 1999 | 2006 | 2016 |
| Einwohner                  | 93   | 77   | 52   | 54   | 74   | 93   | 128  | 118  |
| Quellen: Cassini und INSEE |      |      |      |      |      |      |      |      |

Mit 117 Einwohnern (1. Januar 2022) gehört Crouzet-Migette zu den kleinsten Gemeinden des Départements Doubs. Nachdem die Einwohnerzahl in der ersten Hälfte des 20. Jahrhunderts markant abgenommen hatte (1891 wurden noch 171 Personen gezählt), wurde seit Beginn der 1980er Jahre wieder ein Bevölkerungswachstum verzeichnet.

## Wirtschaft und Infrastruktur
Crouzet-Migette war bis weit ins 20. Jahrhundert hinein ein vorwiegend durch die Landwirtschaft und die Forstwirtschaft geprägtes Dorf. Daneben gibt es heute einige Betriebe des lokalen Kleingewerbes. Mittlerweile hat sich das Dorf auch zu einer Wohngemeinde gewandelt. Viele Erwerbstätige sind Wegpendler, die in den größeren Ortschaften der Umgebung ihrer Arbeit nachgehen.
Die Ortschaft liegt abseits der größeren Durchgangsstraßen an einer Departementsstraße, die von Nans-sous-Sainte-Anne nach Villeneuve-d’Amont führt. Weitere Straßenverbindungen bestehen mit Sainte-Anne und Gevresin.